# American Academy of Dramatic Arts
L'American Academy of Dramatic Arts (AADA), est une École supérieure de musique, de danse et de théâtre située au 120 Madison Avenue à New York dans un bâtiment de l'architecte Stanford White (qui a hébergé le premier Colony Club au début du XXe siècle) et au 1336 North La Brea Avenue à Hollywood.

## Historique
La plus ancienne école supérieure américaine est l'Académie de New York, fondée en 1884 pour former les acteurs sur scène. En 1974, l'Académie a ouvert un campus à Pasadena en Californie, proposant des activités théâtrales. Le même campus fut également construit à Hollywood en 2001.

## Formation
L'Académie reste destinée à la formation des acteurs professionnels. Elle propose désormais des cours pour le cinéma et la télévision afin d'offrir un programme structuré et une orientation professionnelle, pour l'autodiscipline et l'individualité. Les étudiants terminant leurs études à New York reçoivent un diplôme, les étudiants obtenant leur diplôme à Hollywood reçoivent un certificat. Les étudiants de New York et de Los Angeles peuvent recevoir un diplôme ou un baccalauréat des arts dans certaines universités.
De nombreux étudiants de l'Académie ont poursuivi une carrière distinguée. Ils sont récompensés par des Tony Awards, Oscars, ou Emmy Awards.

## Anciens élèves célèbres

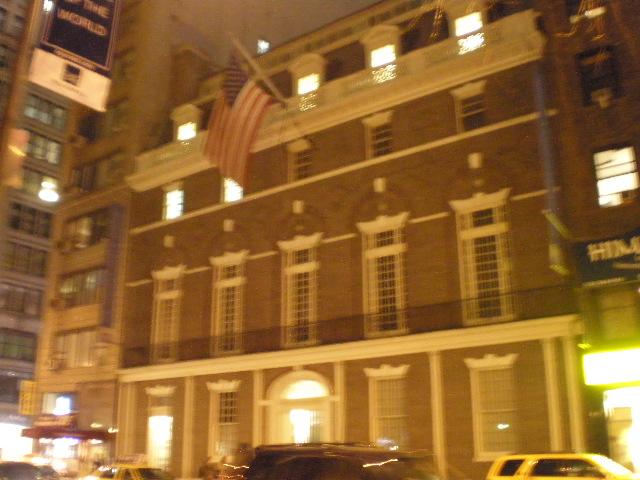
L'académie pendant la nuit, en avril 2008.

| - Walter Abel - Armand Assante - Hank Azaria - Lauren Bacall - Jim Backus - Eion Bailey - Brenda Bakke - Anne Bancroft - Diana Barrymore - Gil Bellows - Robby Benson - Samuel Bernstein - Cynthia Bond - Laura Branigan - Adrien Brody - Michael J. Burg - John Cassavetes - Kim Cattrall - Enrico Colantoni - Jennifer Coolidge - Amanda Crew | - Hume Cronyn - Max Crumm (en) - Bob Cummings - Marc Daniels - Martin Davidson - Brad Davis - Jeremy Davies - Cecil B. DeMille - William Devane - Danny DeVito - Kirk Douglas - Cara Duff-MacCormick - Julia Duffy - Christine Ebersole - Vince Edwards - Ethyl Eichelberger - Nina Foch - Deborra-Lee Furness - Sally Gifford - Ruth Gordon - Joanna Going | - Bruce Greenwood - Leisha Hailey - John Harding - David Hartman - Anne Hathaway - Dennis Haysbert - Florence Henderson - Judd Hirsch - Sterling Holloway - Lela Ivey - Kate Jackson - Jennifer Jones - David Jonsson - Grace Kelly - Johnny Knoxville - Elias Koteas - Vincent Lagaf' - Cleavon Little - John Lone - Harriet E. MacGibbon - Rosie Malek-Yonan - Randolph Mantooth | - Marie-Noelle Marquis - Zoe Mavroudi - Katherine Moennig - Michael Mosley - Mary Nash - Elizabeth Montgomery - Agnes Moorehead - Carrie-Anne Moss - Pat O'Brien - William O'Farrell - Jim O'Rear - Glenn Ordwa - Catherine Dale Owen - Jimmy Pardo - Billy Pollina - Tom Poston - William Powell - Robert Redford - Don Rickles - Thelma Ritter - Jason Robards - Eric Roberts | - Edward G. Robinson - Gena Rowlands - Paul Rudd - Rosalind Russell - Gary Sandy - Adam Scott - Kim Shaw - Brooke Smith - Jaclyn Smith - French Stewart - Kevin Sussman - Loretta Swit - Eric Szmanda - Gene Tierney - Spencer Tracy - Ulla Virtanen - Robert Walker - Peter Weller - Shannon Whirry - Nicolas Winding Refn - Warren William - Sarah Paulson |